# Hilda Stevenson-Delhomme
Hilda Stevenson-Delhomme, née le 8 mars 1912 et morte le 4 janvier 2002, est une femme politique et une médecin seychelloise. Elle est la première femme parlementaire des Seychelles.

## Biographie

### Enfance et formations
Hilda Stevenson-Delhomme commence son cursus scolaire dans les couvents de Victoria, aux Seychelles et d'Ayrshire, en Écosse. Elle obtient son premier diplôme au Skerry's College avant de poursuivre des études de médecine. Elle est licenciée de la Royal College of Surgeons of Edinburgh, de la Royal College of Physicians et du Royal College of Surgeons,.

### Carrière
En 1939, Hilda Stevenson-Delhomme rentre aux Seychelles, où elle exerce la médecine jusqu'en 1944, date à laquelle elle retourne en Écosse pour poursuivre ses études. Pendant la Seconde Guerre mondiale, elle est active dans les services d'urgence de plusieurs hôpitaux en Écosse. De retour aux Seychelles à la suite de la maladie de sa mère, elle exerce la médecine en privé.
En 1951, Hilda Stevenson-Delhomme est élue membre du Conseil législatif. En 1952, elle participe à la lutte contre la tuberculose en créant le programme de fonds pour la tuberculose, destiné à aider les malades qui sortent de l'hôpital. En 1954, elle devient médecin de la Société de la Croix-Rouge aux Seychelles. Elle devient la première femme parlementaire des Seychelles après avoir été nommée membre de l'Assemblée nationale en 1967, à la suite de la création de son propre parti politique, aujourd'hui disparu, le « Parti Seselwa », en 1964,.

### Mort
Hilda Stevenson-Delhomme est morte le 4 janvier 2001 en France, à l'âge de 89 ans.

## Reconnaissances
Hilda Stevenson-Delhomme est faite :
- Commandeur de l'ordre très excellent de l'Empire britannique
- Sœur servante de l'ordre de Saint-Jean de Jérusalem[8]

## Héritage
En reconnaissance de ses contributions à la politique et à la santé aux Seychelles, la route Stevenson-Delhomme à Saint Louis aux Seychelles porte son nom.